# Overprotected
»Overprotected« je pesem ameriške glasbenice Britney Spears. Pesem sta za njen tretji glasbeni album, Britney (2001), napisala in producirala Max Martin ter Rami Yacoub. Izšla je 8. decembra 2001 preko založbe Jive Records kot drugi singl z albuma. Dance-pop pesem govori o dekletu, ki je naveličana tega, da jo vsi ščitijo in si želi biti to, kar je. Remix za pesem je ustvaril producent pesmi, Rodney Jerkins, in je aprila 2002 v Združenih državah Amerike in Kanadi izšel namesto izvirnika.
Pesem »Oveprotected« je uživala v velikem komercialnem uspehu, saj je zasedla eno izmed prvih petih mest na britanski, italijanski, švedski in romunski glasbeni lestvici. Prejela je tudi srebrno certifikacijo s strani organizacije Syndicat National de l'Édition Phonographique (SNEP) za 50.000 prodanih kopij in zlato certifikacijo s strani organizacije International Federation of the Phonographic Industry (IFPI) na Švedskem, kjer je prodala 10.000 izvodov singla. Leta 2003 je bila pesem nominirana za grammyja v kategoriji za »najboljši ženski pop vokalni nastop«.
Videospot za pesem, ki ga je režiral Billie Woodruff, je prikazoval Britney Spears med plesanjem znotraj zapuščene tovarne, medtem ko poje o tem, kako je, če so vsi okrog tebe preveč zaščitniški. S pesmijo »Overprotected« je leta 2002 nastopila na turneji Dream Within a Dream Tour. Med nastopom so jo obkrožile laserske luči, v ozadju pa so se prikazovale slike, na katerih je imela plešasto glavo in dlje ko je pesem pela, daljši so bili lasje. Remix pesmi je izvedla tudi leta 2004 na turneji The Onyx Hotel Tour.

## Sestava
Pesem »Overprotected« sta napisala Max Martin in Rami Yacoub. Je teen pop in dance-pop pesem, ki traja tri minute in osemnajst sekund. Napisana je v E-duru, vokali Britney Spears pa se v njej raztezajo od A3 do C5. V intervjuju z revijo Daily Record je Britney Spears razkrila, da se lahko z besedilom pesmi poveže »na osebni stopnji, saj se nekako počutim preveč zaščiteno. Ko si želim iti ven, mora biti vse organizirano vnaprej. Mislim, da se ostali otroci moje starosti lahko s to pesmijo povežejo le do določene mere.«

## Darkchildov remix
Potem, ko ga je založba Jive Records najela zato, da bi ustvaril remix pesmi »Oveprotected«, je Rodney Jerkins razkril, da je založba »potrebovala nor remix«. O remixu samemu je povedal, da je »remix stare šole, kar se mi zdi dobro, saj je to element, ki ga [Britney Spears] nikoli ni obvladala, vendar je še vseeno del njenega stila. Vso noč sem ga vrtel. [Ima] enako besedilo, samo glasba je malce drugačna.« »Darkchildov remix« so na začetku odposlali radijem v sredi marca 2002; kakorkoli že, pesem so kasneje izdali šele 1. aprila 2002.

## Dosežki na lestvicah
Pesem »Overprotected« je bila zelo uspešna v Združenem kraljestvu, kjer je takoj ob izidu na lestvici zasedla peto, že čez en teden pa se je pomaknila na četrto mesto. Singl je v državi prodal 140.000 kopij izvodov. Velik uspeh je doživel tudi v Argentini, na Čilah in v Mehiki. Singl je zasedel eno izmed prvih desetih mest na belgijski, italijanski in finski glasbeni lestvici ter še v petih drugih državah. V Franciji je zaradi uspešne prodaje prejel srebrno, na švedskem pa zlato certifikacijo. 4. maja 2002 je »Darkchildov remix« pesmi zasedel šestinosemdeseto mesto na lestvici Billboard Hot 100, kjer je ostal še pet tednov. Uvrstil se je tudi na lestvico Billboard Pop Songs, kjer je 25. maja 2002 dosegel svoj vrhunec, petintrideseto mesto, nato pa se na lestvico ni več uvrstil. V Kanadi je bila pesem uspešnejša, kjer je na državni lestvici zasedla dvaindvajseto mesto.

## Videospot
Videospot za pesem »Overprotected« je režiral Billie Woodruff, produciralo ga je podjetje Geneva Films, koreografijo zanj pa je sestavil Brian Friedman. Začne se z Britney Spears, ki se odpelje z avtom stran od vsiljivih medijev, medtem pa si vrti instrumentalno verzijo pesmi »Bombastic Love«, vključeno na album Britney. Odloči se, da bo odšla v zapuščeno tovarno, upajoč, da ji bodo fotografi prenehali slediti. Ko vstopi v tovarno, prične plesati. Nato ji od znotraj sledijo tudi njeni plesalci. Britney še naprej pleše in se šali, nato pa vsi skupaj pričnejo izvajati zahtevno plesno točko. Blizu konca videospota vidimo Britney Spears v sobi s stenami, prekritimi s fotografijami in članki o njej. Stene se premaknejo in simbolizirajo, da je »preveč zaščitena«. Ob koncu Britney Spears hodi ob steni in zapusti tovarno. V videospotu nosi obleke argentinskega podjetja »Kosiuko«. Za ta oblačila se je odločila zato, ker je menila, da so zelo okusna. Oblačila so ji priskrbeli vodje podjetja, ki so želeli svoje izdelke promovirati tudi v Združenih državah Amerike. Od takrat so odprli trgovine s svojimi izdelki tudi v Miamiju in drugih ameriških mestih.

### Videospot za »Darkchildov remix«
Videospot za »Darkchildov remix« je režiral Chris Applebaum, produciralo pa ga je podjetje A Band Apart Productions. Koreografijo za to verzijo videospota je sestavil Brian Friedman. Na začetku videospota se pokaže Britney Spears s svojimi prijatelji med igranjem v hotelski sobi. Na televiziji se prikaže negativno poročilo o njej in s prijatelji začnejo govoriti o tem, da se s poročilom ne strinjajo. Britney Spears nato pokliče svojega telesnega stražarja in govori s krpo prek ust, da bi prikrila zvok svojega glasu, ter mu naroči, naj zapusti areno, da se lahko s prijatelji izmuznejo iz hotela in tako uživajo v dnevu. Stečejo v dvigalo in pazijo, da jih ne ujamejo varnostne kamere, nato pa odidejo v glavno avlo. Potem Britney Spears steče navzdol in izvede kratko plesno točko. Nato s svojimi prijatelji zbeži iz hotela, stopi v avtomobil in se odpelje stran. Nato skupaj s prijatelji prične plesati v avtomobilu. Potem skupaj s plesalci izvede plesno točko v hotelski avli in ob koncu luči ugasnejo. Potem s prijatelji iz avtomobila izginejo v tovornjaku ter odidejo na ozko ulico. Pozno ponoči prične deževati. Britney Spears s svojimi prijatelji pleše v dežju, pred klubom pa se prikaže skupina paparazzev. Na koncu se izkaže, da je njen ples na dežju negativna novica o njej, ki so jo prek televizije poročali na začetku videospota.

## Nastopi v živo
S »Darkchildovim remixom« je Britney Spears nastopila v drugem delu svoje turneje Dream Within a Dream Tour. Med nastopom, ki je bil podoben tistemu v prvem delu turneje, samo z nekaj manjšimi spremembami, je Britney Spears plesala, obkrožena z laserskimi lučmi. V ozadju se je na ekranu pokazala fotografija plešaste Britney Spears in dlje, ko je pela pesem, daljši so bili lasje. Kakorkoli že, na kasnejših koncertih tega ozadja iz neznanih razlogov niso več prikazovali. Remix je zadnjič izvedla na turneji The Onyx Hotel Tour, tik pred začetkom nastopa s pesmijo »Toxic«.

## Seznam verzij
| - Avstralski/novozelandski CD s singlom 1. »Overprotected« — 3:19 2. »Overprotected« (JS16-jev remix) — 6:07 3. »Overprotected« (JS16-jev klubski remix) — 5:24 4. »Ekskluzivni pogovor z Britney« — 6:10 5. »I'm a Slave 4 U« — 3:23 6. »I'm a Slave 4 U« (Thunderpussov radijski remix) — 3:19 - Gramofonska plošča A-stran: 1. »Overprotected« (Darkchildov remix) — 3:20 2. »Overprotected« (Darkchildov remix - radijska verzija) — 3:06 3. »Overprotected« (Darkchildov remix - inštrumentalno) — 3:14 B-stran: 1. »Overprotected« (radijska verzija) — 3:18 2. »Overprotected« — 3:19 3. »Overprotected« (inštrumentalno) — 3:13 | - Japonski CD (vključuje koledar za leti 2001 in 2002) 1. »Overprotected« — 3:19 2. »Overprotected« (JS16-jev remix) — 6:07 3. »Overprotected« (JS16-jev klubski remix) — 5:24 - Britanski CD s singlom 1. »Overprotected« — 3:19 2. »Overprotected« (JS16-jev remix) — 6:07 3. »I'm a Slave 4 U« (Thunderpussova verzija - remix) — 6:15 Dodatek k albumu The Singles Collection 1. »Overprotected« — 3:19 2. »Overprotected« (Darkchildov remix) — 3:20 |

## Dosežki in certifikacije

### Tedenske lestvice
| Lestvica (2001)                                   | Dosežek |
| ------------------------------------------------- | ------- |
| Avstralija (ARIA)                                 | 16      |
| Belgija (Flandrija; Ultratop 50)                  | 9       |
| Belgija (Valonija; Ultratop 40)                   | 14      |
| Evropa (Eurochart Hot 100 Singles)                | 8       |
| Finska (Suomen virallinen lista)                  | 7       |
| Francija (SNEP)                                   | 15      |
| Irska (IRMA)                                      | 9       |
| Italija (FIMI)                                    | 5       |
| Romunija (Romanian Top 100)                       | 5       |
| Nizozemska (Dutch Top 40)                         | 15      |
| Nizozemska (Mega Single Top 100)                  | 12      |
| Norveška (VG-lista)                               | 9       |
| Švedska (Sverigetopplistan)                       | 2       |
| Združeno kraljestvo (The Official Charts Company) | 4       |
| Kanada (Canadian Hot 100)                         | 22      |
| Združene države Amerike (Billboard Hot 100)       | 86      |
| Združene države Amerike (Billboard Pop Songs)     | 37      |

|

### Lestvice ob koncu leta
| Država     | Dosežek |
| ---------- | ------- |
| Avstralija | 89      |
| Francija   | 82      |
| Švedska    | 34      |

### Certifikacije
| Država   | Certifikacija |
| -------- | ------------- |
| Francija | Srebrna       |
| Švedska  | Zlata         |

|}